# フランソワ・シヴィル
フランソワ・シヴィル（François Civil, 1989年1月29日 - ）は、フランス・パリ生まれの俳優。フランソワ・シビルとも表記される。

## 略歴
パリ12区にアヴィニョン出身の母とタヒチ出身の父のもとに生まれる。
演劇の勉強を早くから始め、人気コメディ映画『Le Cactus』で映画初出演。演劇の勉強を続けながら、映画やテレビドラマに出演。
2016年から、ピエール・ニネ出演のコメディ『Five』などで主要な役を演じ、注目を集めるようになる。
翌年、セドリック・クラピッシュ監督の『おかえり、ブルゴーニュへ』で、ピオ・マルマイとアナ・ジラルドの弟役を演じる。
2019年は『ウルフズ・コール』、『私の知らないわたしの素顔』、『ラブ・セカンド・サイト はじまりは初恋のおわりから』と主演作が相次いで公開された。

## フィルモグラフィ

### 映画

#### 2000年代
- 2005 : Le Cactus : Patrick, enfant
- 2007 : モリエール 恋こそ喜劇 (Molière) : 14歳のルイ・ベジャール
- 2008 : 15 ans et demi : Un festivalier
- 2008 : Soit je meurs, soit je vais mieux : Martial Dulac
- 2008 : Sur ta joue ennemie : Milan

#### 2010年代
- 2010 : バス・パラディアム (Bus Palladium) : マリオ
- 2011 : Nos résistances : Racine
- 2011 : Une pure affaire : Tom
- 2012 : ジュリエット・ビノシュ in ラヴァーズ・ダイアリー (Elles) : フロラン
- 2013 : 恋のベビーカー大作戦 (La Stratégie de la poussette) : フランソワ
- 2013 : 年下のカレ (20 ans d'écart) : 学生
- 2013 : Fonzy : Hugo
- 2013 : Pour le rôle [1] : François ※短編。ピエール・ニネ監督作品。2013年カンヌ国際映画祭のための企画。
- 2014 : Macadam Baby : Thomas
- 2014 : 地下に潜む怪人 （Catacombes）: ギヨーム 別名「パピヨン」
- 2015 : FRANK -フランク- （Frank）: バラク
- 2016 : メイド・イン・フランス -パリ爆破テロ計画- （Made in France）: クリストフ
- 2016 : Five : Timothée
- 2017 : おかえり、ブルゴーニュへ (Ce qui nous lie) : ジェレミー
- 2017 : バーン・アウト （Burn Out）: トニ（Netflixで配信）
- 2019 : ウルフズ・コール （Le Chant du loup）: シャンテレッド
- 2019 : 私の知らないわたしの素顔 （Celle que vous croyez）: アレックス
- 2019 : ラブ・セカンド・サイト はじまりは初恋のおわりから （Mon inconnue）: ラファエル
- 2019 : パリのどこかで、あなたと （Deux moi） : レミー

#### 2020年代
- 2020 : BAC Nord
- 2021 : Les Trois Mousquetaires: Milady
- 2021 : Les Trois Mousquetaires: D'Artagnan
- 2021 : La Vengeance au triple galop
- 2021 : ダンサー イン Paris En corps

### テレビ

#### 単発ドラマ
- 2007 : Autopsy : Paco Mercadier
- 2011 : Simple : Enzo
- 2011 : Emma : Jérôme
- 2013 : ランザック一族 Le Clan des Lanzac : ジュリアン・ヴェルヌイユ ※TV5で放映
- 2014 : L'Héritière : Guillaume
- 2015 : Virtuoso : Isidoro

#### 連続ドラマ
- 2006 : Louis la brocante, saison 7 épisode 5 Louis et les gueules noires de Patrick Marty : Arthur
- 2006 : Trop la classe : Dread
- 2008 : P.J épisode 4 Jugement dernier de Thierry Petit : Axel Avranche
- 2009 : Enquêtes réservées épisode 6 Dernière demeure de Benoît d'Aubert : Antoine Morrand
- 2011 : Hard : Tony
- 2013 : Tiger Lily, 4 femmes dans la vie : Ziggy
- 2013 : Alias Caracalla, au cœur de la Résistance : Maurice de Chaveigné
- 2014 : ローズマリーの赤ちゃん 〜パリの悪夢〜 Rosemary's Baby : Jacques
- 2015 : Casting(s), saison 3 épisode 10 Maîtres de cérémonie
- 2015-2017 : Dix pour cent créé par Fanny Herrero : Hippolyte Rivière

## 舞台
- 2011 : Le Carton

## 受賞歴

### 受賞
- 2009 : ムーラン ジャン・カルメ映画祭 最優秀有望男優賞（審査員賞＆大衆賞）（Dans nos veines）
- 2010 : ブリュッセル短編映画祭 演技賞（Dans nos veines）
- 2013 : カブール映画祭 新人賞
- 2019 : ラルプデュエズ国際コメディー映画祭 演技賞（Mon inconnue）

### ノミネート
- 2012 : セザール賞有望若手男優賞プレセレクション（Nos résistances）
- 2009 : セザール賞有望若手男優賞プレセレクション（Soit je meurs, soit je vais mieux）